# کتاب مرداد خاموش
مرداد خاموش کتابی پژوهشی به قلم مسعود کوهستانی‌ نژاد است که نخستین بار در سال ۱۳۸۹ توسط مرکز اسناد انقلاب اسلامی منتشر شد. این کتاب به بررسی یکی از وقایع کمتر شناخته‌شده پیش از کودتای ۲۸ مرداد می‌پردازد؛ یعنی حمله به منزل آیت‌الله سید ابوالقاسم کاشانی در شب یازدهم مرداد ۱۳۳۲.

## محتوای کتاب
نویسنده با بهره‌گیری از اسناد آرشیوی مرکز اسناد انقلاب اسلامی، مطبوعات آن دوره و دیگر مدارک تاریخی، این رویداد را به‌صورت مستند و تحلیلی بررسی کرده و زمینه‌ها، روند وقوع و پیامدهای آن را مورد مطالعه قرار داده است. به گفته کوهستانی‌نژاد در پیشگفتار کتاب، هدف از نگارش این اثر «روشن ساختن یکی از حوادث مهمی است که در هیاهوی سیاسی آن دوران کمتر دیده یا به فراموشی سپرده شد».
کتاب در هفت بخش تدوین شده است:
1. نخستین روزهای مرداد: مرور زمینه‌های سیاسی مرداد ۱۳۳۲ با شروع از وقایع ۳۰ تیر ۱۳۳۱.
2. درگیری‌های اولیه: بررسی حملات و تنش‌های اولیه در جلسات سخنرانی آیت‌الله کاشانی در منزل او.
3. واقعه یازدهم مرداد: شرح کامل حمله به منزل کاشانی و جزئیات درگیری‌ها.
4. پس از واقعه: شامل بازجویی‌ها و پیگیری‌های قضایی مرتبط با بازداشت‌شدگان.
5. واکنش مطبوعات و گروه‌های سیاسی: تحلیل بازتاب رسانه‌ای و موضع‌گیری احزاب.
6. محمد حدادزاده: معرفی فردی که در جریان درگیری شب یازدهم مرداد کشته شد.
7. پیگیری‌ها پس از ۲۸ مرداد: بررسی ادامه ماجرا و پیامدهای سیاسی و اجتماعی آن.

## نکات برجسته
یکی از موضوعات مطرح‌شده در کتاب، نقش داریوش فروهر در حمله به خانه آیت‌الله کاشانی است که در مطبوعات آن دوره بازتاب داشت. کوهستانی‌نژاد با بررسی دقیق اسناد تاریخی نتیجه می‌گیرد که فروهر نقشی در قتل محمد حدادزاده نداشته و عامل قتل، فردی محلی از ناحیه ده تهران بوده است.
کتاب همچنین به تحلیل زمینه‌های برگزاری رفراندوم انحلال مجلس هفدهم توسط محمد مصدق و واکنش مخالفان او، از جمله آیت‌الله کاشانی، می‌پردازد و جزئیاتی کمتر بررسی‌شده از این دوره تاریخی را ارائه می‌دهد.

## انتشار
مرداد خاموش در سال ۱۳۸۹ منتشر و طی سال‌های بعد چندین بار تجدید چاپ شده است. این اثر به دلیل پرداختن به منابع دست‌اول و اسناد آرشیوی، به‌عنوان یکی از منابع مهم در مطالعات مربوط به وقایع مرداد ۱۳۳۲ و کودتای ۲۸ مرداد شناخته می‌شود.